# Тунець скумбрійовидний
Тунець скумбрійовидний (Auxis rochei) — вид окунеподібних риб родини скумбрієвих (Scombridae). Мешкає у тропічних, відкритих водах всіх океанів на глибині до 50 м. Його максимальна довжина — 50,0 см.
Він має трикутний перший спинний плавець, широко відділений від другого спинного плавця, який, як анальний і грудні плавці, відносно невеликий. Тунець скумбрійовидний є синьо-чорного забарвлення на спині з малюнком зигзагоподібних темних плям, і сріблястого на череві. Плавці — темно-сірі.
Живиться дрібною рибою, кальмарами, планктонними ракоподібними і личинками ротоногих.
Він поширений в Індійському, Тихому і Атлантичному океанах, включаючи Середземне море.